# 30A busz (Zalaegerszeg)
A zalaegerszegi 30A jelzésű autóbusz az Autóbusz-állomás és Bazita elágazó II. között közlekedik, Alsóerdő érintésével. A vonalat a Volánbusz üzemelteti.

## Útvonala
| Bazita elágazó II. felé                                                                                                | Autóbusz-állomás |
| --- | --- |
| Autóbusz-állomás vá. – Balatoni út – Kazinczy tér – Mártírok útja – Göcseji út – Alsóerdei út – Bazita elágazó II. vá. | Bazita elágazó II. vá. – Alsóerdei út – Göcseji út – Hunyadi János utca – Kosztolányi Dezső utca – Kovács Károly tér – Balatoni út – Autóbusz-állomás vá. |

## Megállóhelyei
| 0  | Autóbusz-állomás végállomás   | 20 | 1A, 2, 2A, 2Y, 5, 5C, 5Y, 9E, 10E, 24, 26, 30, 30C, 41, C5     |
| 5  | Városi fürdő (Mártírok útja)  | ∫  | 8, 8E, 10, 10C, 10Y, 11, 11A, 11Y, 26, 30, 30C, 48, C1, C2, C4 |
| ∫  | Hunyadi utca                  | 15 | 1, 1E, 1U, 1Y, 3, 3Y, 5U, 8, 9U, 10, 10C, 10Y, 26, 30, 30C, 41 |
| 7  | Köztemető (Göcseji út)        | 13 | 10, 10C, 10E, 11, 11A, 30, 30C, 48                             |
| 9  | Bazita elágazó I.             | 12 | 30                                                             |
| 10 | Tungsram (GE Hungary)         | 11 | 10Y, 11Y, 30C, C1, C2, C4                                      |
| 11 | Kertváros, bejárati út        | 10 | 8C, 8E, 10Y, 11Y, 44, C1, C2, C4                               |
| 12 | Alsóerdő                      | 9  |                                                                |
| 13 | Aranyoslapi forrás            | 7  |                                                                |
| 14 | Gálafej                       | 6  |                                                                |
| 16 | Cimpóhegy                     | 4  |                                                                |
| 20 | Bazita elágazó II. végállomás | 0  | 30                                                             |